# Jane Horney
Ebba Charlotta "Jane" Horney in Granberg (Stoccolma, 8 luglio 1918 – Øresund, 20 gennaio 1945) è stata un'agente segreto svedese.

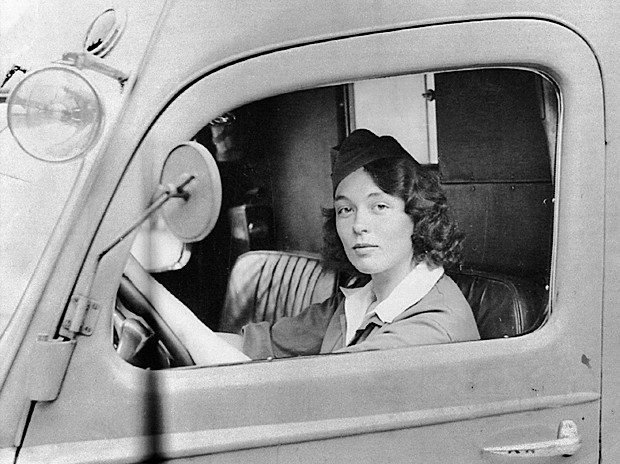
Jane Horney nel 1940

Durante la seconda guerra mondiale, credendo fosse un agente nazista sotto copertura in Danimarca, fu uccisa dal movimento di resistenza danese su una barca da pesca nel 1945. La sua affiliazione non fu mai confermata e, al contrario, nel corso degli anni si sono fatte molte ipotesi sulla nazione per la quale lavorasse: la Gestapo in Danimarca la credeva un agente al soldo del Regno Unito o dell'Unione Sovietica ma alla fine della guerra nessuna di queste ipotesi trovò conferma e anche gli ufficiali dell'Abwehr interrogati dal Säkerhetspolisen negarono che la donna lavorasse per la Germania.

## Retroscena
Ebba Charlotta Horney è nata in Svezia come figlia dell'ingegnere civile svedese Fredrik Horney. Sua madre era un'infermiera danese. Con due fratelli più piccoli, Johan e Britt-Marie, Horney è cresciuta in Svezia e dall'età di 14 anni è stata educata a Londra in una scuola privata inglese per ragazze. Nel 1934 prese il nome di Jane e divenne nota come Jane Horney. Nel 1937-38, viaggiò in Groenlandia, e poi vendette le sue esperienze di viaggio ai giornali di Stoccolma, dove in seguito lavorò come segretaria e giornalista. Sposò il giornalista svedese Herje Granberg, che lavorò per il giornale "Aftonbladet", nella chiesa di Bromma nel dicembre 1939.

## Agente
Nell'autunno del 1941, suo marito divenne corrispondente del suo giornale a Berlino, e lei lo seguì. La coppia divorziò nel 1943 e Jane si trasferì in Danimarca, dove era impiegata presso "Skandinavisk Telegrambureau" (Scandinavia agenzia di stampa) a Copenaghen. Poi tornò in Svezia. Durante il suo soggiorno a Berlino, Horney aveva fatto amicizia con diplomatici e giornalisti. Per questo gli ufficiali dei servizi segreti cominciarono ad interessarsi a lei. Il tedesco Horst Gilbert (nato nel 1889) aveva prestato servizio come ufficiale nell'esercito tedesco durante la prima guerra mondiale; successivamente andò in Unione Sovietica, dove partecipò alla costruzione dell'Armata Rossa. Questi inoltre entrò in amicizia con Alexandra Kollontai. Nel 1934 Gilbert fu coinvolto nell'affare Ernst Röhm, così come nel tentato colpo di stato di Kurt von Schleicher contro Adolf Hitler. Di conseguenza fu imprigionato, ma nel 1936 fu trasferito in Danimarca come ufficiale dei servizi segreti. Era considerato uno degli uomini dell'ammiraglio Wilhelm Canaris. Come l'Ammiraglio, era presumibilmente coinvolto nel complotto del 20 luglio nel 1944. Il 14 ottobre 1944 Gilbert fu colpito da spari nel suo ufficio nel centro di Copenaghen da un gruppo di resistenza danese guidato dall'ex monaca Ella von Cappeln. Morì in conseguenza delle sue ferite un mese dopo.
Gilbert fu anche sospettato di essere un agente dei sovietici, a causa del fatto che nel gennaio del 1944 con Horney come corriere, riuscì a organizzare un incontro con il suo vecchio amico Kollontai a Stoccolma. Lo stesso inverno anche Horney aveva incontrato il "Regierungsrat" Ernst Züchner da Gilbert. I due uomini avevano discusso la possibilità di una pace separata tra la Germania e l'Unione Sovietica. Secondo Züchner, Gilbert agiva per conto dell'ammiraglio Canaris.
In Svezia Horney aveva contatti con i servizi segreti alleati, come il Capo dei Casi Danesi Special Operations Executive, Ronald Turnbull. È stata anche al servizio degli agenti dei servizi segreti svedesi Martin Lundqvist e Otto Danielsson. Danielsson ha considerato di utilizzarla ulteriormente, poiché "non aveva scrupoli morali" quando si trattava di cercare agenti e fingere di essere innamorata di loro. Interrogata, Horney informò Säpo che aveva aiutato Gilbert ad incontrare Kollontai contattando il corrispondente della TASS Alexander Pavlov a Stoccolma; Pavlov era un agente del NKVD. Secondo quanto riferito, Jane ha anche informato il comunista svedese Per Meurling del trasporto di truppe tedesco lungo la costa orientale della Svezia.
Secondo il libro di Jan Bergmans "Sekreterarklubben" del 2014, Horney in veritá lavorava per l'ufficio di spionaggio militare C-byrån. C'era una accanita competizione tra questo e la polizia segreta svedese, fra l’altro a causa delle forti tendenze filo-tedesche e parzialmente filo-naziste all'interno della polizia segreta. Secondo Bergman, la polizia segreta ha dato deliberatamente alla resistenza danese una versione unilaterale e negativa di Horney e delle sue attività.
A Stoccolma Horney era anche in contatto con Heinz Thorner, che nell'agosto del 1944 voleva il suo aiuto per ottenere le foto delle vittime tedesche del bombardamento strategico degli alleati stampate sulla rivista americana Life. Ciò fallì, sebbene Horney avesse portato le foto in un appartamento in Rindögatan 42. Nello stesso edificio ebbe incontri con membri della resistenza tedesca, e qui il Norvegese Kai Holst fu liquidato il giugno 1945.

## Assassinio
Nell'estate del 1944, "Flame" informò un altro membro della resistenza danese, Frode Jakobsen, che gli era stato ordinato di assassinare una donna svedese, Jane Horney Granberg, e chiese cosa ne pensasse Jakobsen al riguardo. "Flame" non sopravvisse alla guerra, ma secondo Jakobsen rispose che non aveva mai sentito parlare di lei, e quindi non aveva opinione in merito. "Flame" tentò invano di assassinare Horney quando visitò Copenaghen a luglio, e in agosto partì per Stoccolma, sperando di riuscirci lì. Secondo Jakobsen l'omicidio era stato ordinato dagli inglesi, attraverso la SOE, ma in Svezia "Flame" aveva riportato che l'ordine proveniva dalla Danimarca. Secondo quanto riferito, il comando della SOE a Stoccolma lo aveva invece impedito; una settimana dopo "Flame" tornò in Danimarca.
Il 14 agosto 1944 il giornale illegale "Informazioni" stampò un avvertimento contro Jane Horney, affermando che era una spia e un informatore e descrivendo la sua cerchia sociale. Jane fu arrestata dalla polizia svedese il 19 settembre, ma liberata dopo lunghi interrogatori. Ad una festa appena dopo Natale nel 1944, i membri della resistenza danese Sven Aage Geisler e Asbjørn Lyhne incontrarono Horney, che fu attratta dal fascino di Geisler. In sua compagnia, nelle settimane successive, Geisler e Lyhne spesero una fortuna dei soldi dell'agenzia nella frenetica vita notturna di Stoccolma. I danesi non potevano uccidere un cittadino svedese su territorio svedese. Quindi pianificarono di indurla a fidarsi di loro e a tornare in Danimarca per liberarsi dalle accuse di spionaggio. Il 17 gennaio 1945 Horney prese il treno notturno per Malmö, accompagnata da Geisler, Lyhne e la sua amica Bodil Frederiksen (una donna membro della resistenza danese che stava andando a casa, e che credeva lo stesso di Horney). A Malmö i quattro passarono la notte al Grand Hotel, dove l'assassino di Horney aveva già fatto il check-in. Qui stavano aspettando un passaggio illegale attraverso Øresund. Un portiere di albergo in seguito disse alla polizia che, a giudicare dal loro comportamento, pensava che Horney e Geisler fossero fidanzati. Quando Horney venne informata che Geisler e Lyhne non sarebbero venuti in Danimarca con lei, insistette per organizzare una cena di addio la sera del 19 gennaio presso l'hotel, che oggi si chiama Savoy. Dopo cena alle 22 Horney e Frederiksen partirono con l'assassino in taxi diversi, finché non raggiunsero Höganäs, fuori Helsingborg. Poco dopo la mezzanotte lasciarono il porto nel peschereccio Tärnan  (la terna).
La mattina presto del 20 gennaio Jane Horney fu colpita con un'arma da fuoco, il suo corpo legato con catene di ferro e lasciato cadere in mare. Fu affermato che l'omicidio era avvenuto su territorio svedese, a Laröd a nord di Helsingborg, mentre le autorità danesi sostennero che era accaduto su territorio danese. I presenti erano probabilmente solo il capitano di "Tärnan" e lo studente "Jens", successivamente identificato come Hjalmar Ravnbo, che le ha sparato.
Molto probabilmente l'ufficiale dei servizi segreti danesi Nils Bjarke Schou ordinò l'omicidio per conto della SOE. Lo storico Hans Christiansen Bjerg afferma nel suo libro Ligaen che la SOE era dietro l'assassinio, ma senza documentazione sufficiente, mentre il giornalista Erik Nørgaard nel suo libro sembra pensare che l'iniziativa sia venuta dai danesi, e che gli inglesi ne abbiano assunto la responsabilità più tardi.

## Indagini del dopoguerra
Il padre di Horney denunciò il caso alla polizia. Su sua richiesta l'ufficio degli Affari Esteri svedese ha effettuato un'indagine sulla morte di Jane nel luglio 1945. Nel luglio 1946 ci fu un incontro con, fra gli altri, il primo ministro Tage Erlander, il capo dell'Ufficio Affari Interni danese Eivind Larsen e Frode Jakobsen. I danesi consideravano dimostrato che Horney era stata una spia dei i tedeschi, perciò l’uccisione fu liquidata come azione di guerra, e che era avvenuta in acque danesi. Säpo tuttavia dubitava che Horney fosse stata una agente tedesca. Come primo ministro, Erlander affermò nel 1956 che le indagini della polizia svedese non avevano dimostrato che Horney fosse una spia: "Ciò non implica necessariamente che fosse innocente". L'anno seguente la polizia di Malmö concluse che non l’attività di spionaggio, ma "l’amore di avventura e il desiderio sessuale" avevano spinto Horney a contattare i tedeschi.

## Nella cultura
Jane Horney è stata oggetto di una serie TV di Lars Simonsen nel 1985.